# 여승원 (2000년)
여승원(余承原, 2000년 5월 5일 ~ )은 대한민국의 축구 선수로 포지션은 왼쪽 풀백, 오른쪽 풀백이며 현재 K리그1 대전 하나 시티즌 소속이다.